# Abdon Pamich
Abdon Pamich (* 3. Oktober 1933 in Fiume, Italien, heute Rijeka, Kroatien) ist ein ehemaliger italienischer Leichtathlet und Olympiasieger im 50-km-Gehen. Bei einer Körpergröße von 1,84 m betrug sein Wettkampfgewicht 71 kg.

## Leben
Abdon Pamich gehört mit fünf Medaillen bei Olympischen Spielen und Europameisterschaften zu den  erfolgreichsten Gehern. Seine internationale Karriere dauerte von 1954 bis 1971. Seine Bestleistung aus dem Jahr 1960 steht bei 4:03:02 h und bedeutete damals Weltrekord.

## Olympische Spiele

### 20 km Gehen
- 1956: Platz 11 in 1:36:03,6 h

### 50 km Gehen
- 1956: Platz 4 in 4:39:00 h
- 1960: Platz 3 in 4:27:55,4 h
- 1964: Platz 1 in 4:11:12,4 h
- 1968: aufgegeben
- 1972: disqualifiziert

## Europameisterschaften

### 20 km Gehen
- 1969: Platz 6 in 1:34:15,0 h

### 50 km Gehen
- 1954: Platz 7 in 4:49:06,4 h
- 1958: Platz 2 in 4:18:00,0 h
- 1962: Platz 1 in 4:19:46,6 h
- 1966: Platz 1 in 4:18:42,0 h
- 1971: Platz 8 in 4:14:36,2 h